# Шип (автотранспорт)
Автомобільний шип — металевий стержень, що кріпиться на поверхні протектора автомобільної шини для забезпечення кращого зчеплення з дорогою в зимових умовах. Автомобільні шипи поділяють: за призначенням, кількістю фланців, і за матеріалом корпусу. Призначені для легкових та вантажних шин, в залежності від висоти виступу зносостійкого елемента шипа, наприклад висота шипу для легкових шин 1.2-0,3mm, вантажного 2.5-0,3 мм.
Автомобільні шипи з'явилися на початку XX століття, встановлювали їх не тільки для кращого зчеплення з дорогою, але і для збільшення зносостійкості шин, які в ті часи були зі шкіри або з суцільнолитої гуми. Коли винайшли пневматичну гуму популярність шипів впала, причиною цього була погана зносостійкість самого шипа. Та все ж в 30-і роки про них знов згадали, шини спортивних автомобілів часто оснащувалися шипами. Для їх установки в покришках робили наскрізні отвори — зсередини вставляли сталевий болт-грибок, а зовні його фіксували звичайної гайкою, за рахунок чого шина ставала неймовірно тяжкою. Автомобільні шипи в своєму нинішньому вигляді з'явилися в Скандинавських країнах на початку 60-х років XX століття. За основу була взята звичайна сталева заклепка, в тіло якої запресовувалася твердосплавна вставка. У такому вигляді шип монтувався в протектор шини. Шип знов повернув свою популярність,, і у гонитві за безпекою в шиповані шини перевзувалися не тільки легкові автомобілі, а й вантажівки, автобуси, важка будівельна техніка. Швидко оцінили переваги шипованих шин не тільки скандинавські водії а й європейські любителі автотранспорту. Ну і звичайно одразу знайшовся великий мінус шипів, дорожники з появою шипованих шин підняли тривогу. Після закінчення зимового сезону на асфальті залишалися колії шипування, колесо працювало як фреза. Особливо згубним виявився вплив шипованих шин на німецькі автобани, які більшу частину зими очищені від снігу і льоду. Тут і німці першими повстали проти шипів, за рахунок чого з 1975 року використання шипованих шин на території Німеччини заборонено. Приклад з німців незабаром взяли багато європейських країн, вони або повністю заборонили використовувати шиповані шини, або ввели ряд обмежень. Ставлення до шипованих шин в нашій країні неоднозначне.
Сучасний шип складається з двох елементів — корпусу і робочої твердосплавної вставки, яка закріплюється або паянням, або запресовуванням. А штифт повинен вгризатися в дорожню поверхню, збільшуючи коефіцієнт зчеплення на слизькому покритті. Завдання корпусу — утримати шип в тілі протектора протягом всього терміну служби шини. Для виготовлення вставок використовується карбід вольфраму (WC) з домішкою карбідів титану та ніобію (TiC, NbC) і ще ряду сполук. Зрозуміло, що для роботи на льоду або снігу така міцність не потрібна, але зате на асфальті твердосплавна вставка зношується з тією ж інтенсивністю, що і протектор шини. Спочатку корпуси шипів були сталевими. Але як тільки розгорнулася боротьба за збереження дорожнього покриття і маса шипів була обмежена, з'явилися моделі з пластмасовими корпусами. Маса пластикового шипа в зборі зі вставкою становить всього 0,7 грама, між тим як найлегші сталеві шипи важать 1,1 грама. На жаль, пластмаса іноді не витримує навантажень в поєднанні з низькою температурою, і шипи випадають з тіла протектора.
Склалася і форма цього пристосування. Тепер їх ділять на однофланцеві і (в просторіччі гвоздики) і багатофланцеві. Корозія змушує ускладнювати форму корпусу. У підставі традиційного шипа є всього один фланець, і в зазор між корпусом і гумою поступово проникають сіль, пісок і вода починається згубний процес корозії. Щоб поставити перепону на шляху агресивного середовища, на корпусі шипів роблять по два, а то й по три фланця. До того ж багатофланцеві шипи міцніше тримаються на своїх місцях. Але у них є свій недолік вони складніші у виготовленні. Наприклад, фірма Nokian Tyres оснащує свою продукцію тільки багатофланцевими шипами, а Good Year воліє однофланцевими. Шипи діляться також за способом виробництва — штамповані і точені.